# Róbert Rák
Róbert Rák (Rimavská Sobota, 15 gennaio 1978) è un ex calciatore slovacco, di ruolo attaccante.
Attaccante, in patria ha vestito le divise di Dukla BB, Rimavska Sobota, Ruzomberok, Nitra e Zemplin Michalovce; ha giocato anche con gli ungheresi del Diosgyor, in Bielorussa con la Dinamo Minsk e nelle categorie minori del calcio austriaco, dove ha chiuso la carriera. Nonostante sia stato per due volte capocannoniere del campionato slovacco (nel 2006 con Jendrišek e nel 2010), non è stato mai convocato in Nazionale. Ha segnato più di 100 gol in carriera.

## Carriera

### Club
Il 17 luglio 2005, alla prima giornata di Superliga, firma una tripletta a Žilina contro l'MSK (2-5). Realizza doppiette contro AS Trenčín (3-1), Inter Bratislava (1-2), Dukla Banská Bystrica (2-1), Žilina (2-2), Ružomberok (2-3) decidendo gli incontri sull'Inter Bratislava (1-0) e lo Spartak Trnava (0-1): al termine del campionato slovacco, è eletto capocannoniere del torneo a pari merito con Erik Jendrišek grazie ai 21 gol realizzati.

## Palmarès

### Club

#### Competizioni nazionali
- Supercoppa di Slovacchia: 1

Ružomberok: 2006
- 2. Liga (Slovacchia): 1

Nitra: 20904-2005

### Individuale
- Capocannoniere della Superliga: 2

2005-2006 (21 gol, a pari merito con Erik Jendrišek), 2009-2010 (18 gol)
- Capocannoniere del Coppa Intertoto UEFA: 1

2006 (5 gol) a pari merito con Ville Lehtinen